# Pyrinia faragita
Pyrinia faragita är en fjärilsart som beskrevs av William Schaus 1901. Pyrinia faragita ingår i släktet Pyrinia och familjen mätare. Inga underarter finns listade.